# 김영정 (1955년)
김영정(金泳楨, 1955년 ~ 2009년)은 대한민국의 철학자이다.
1978년 서울대학교 철학과를 졸업하고 미국 브라운 대학교에서 문학석사와 철학박사 학위를 취득하였다. 1985~1988년 한국외국어대 철학과 교수를 거쳐 1988년부터 서울대학교 철학과 교수로 재직하였다. 2006년부터 서울대 입학관리본부장을 맡았다. 한국논리학회 회장, 한국인지과학회 회장을 역임하였으며, EBS 논술연구소 소장으로도 활동하며 논술 교육에 앞장섰다. 2009년 7월 28일 심장마비로 별세하였다.